# Uscanopsis carlylei
Uscanopsis carlylei är en stekelart som beskrevs av Girault 1916. Uscanopsis carlylei ingår i släktet Uscanopsis och familjen hårstrimsteklar. Inga underarter finns listade i Catalogue of Life.